# دارين أندرسون (لاعب كرة قدم أمريكية)
دارين أندرسون (بالإنجليزية: Darren Anderson)‏ هو لاعب كرة قدم أمريكية أمريكي، ولد في 11 يناير 1969 في سينسيناتي في الولايات المتحدة.

## روابط خارجية
- دارين أندرسون على موقع مرجع كرة القدم المحترفة.كوم (الإنجليزية)